# Castelo aduaneiro

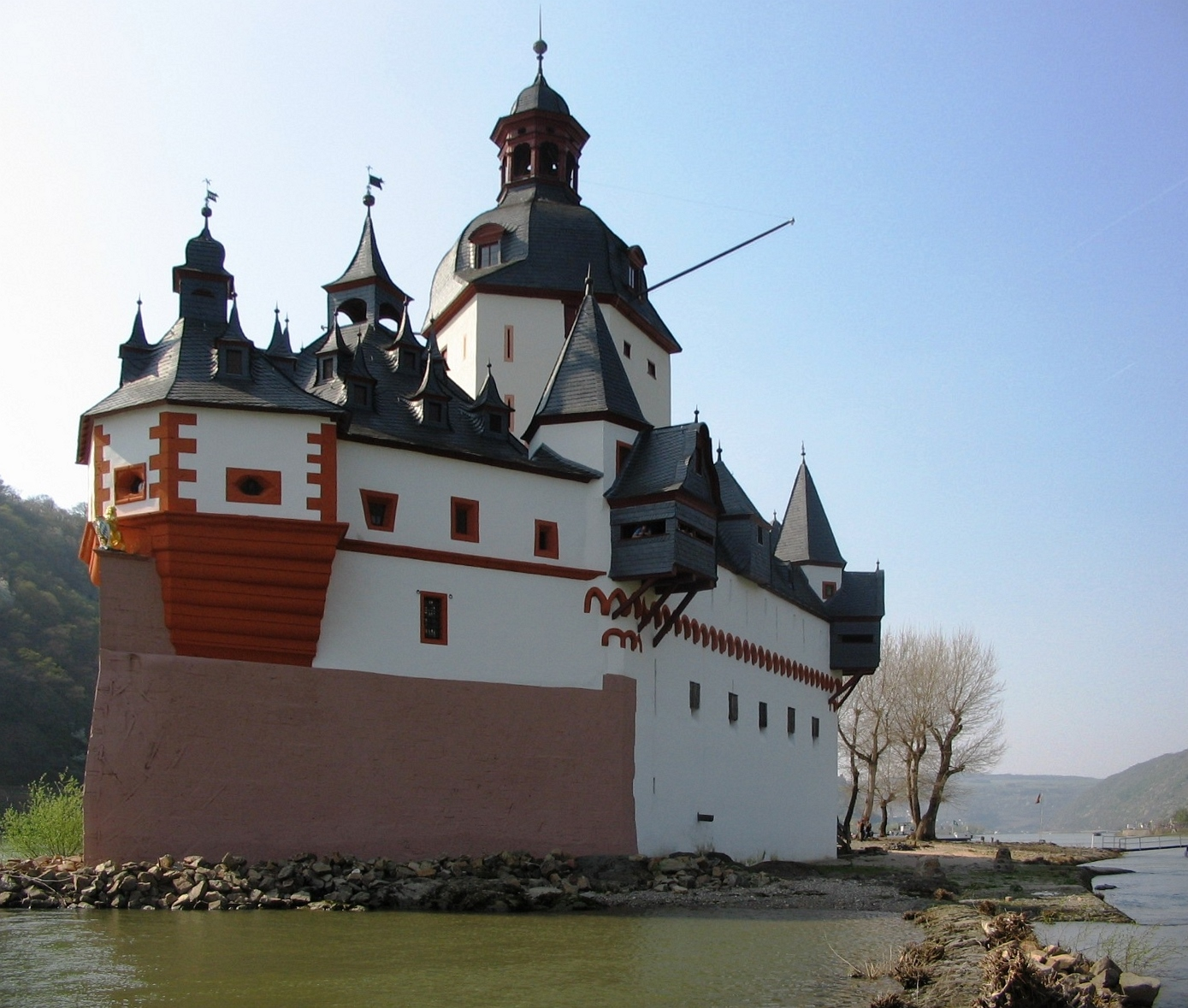
Castelo Pfalzgrafenstein

Um castelo aduaneiro ou castelo de pedágio (em alemão:  Zollburg) é um tipo de castelo que, na Idade Média e da Era Moderna, guardava um posto aduaneiro e era destinado a controlá-lo. Eles eram tipicamente encontrados no Sacro Império Romano.  Os castelos de pedágio pertenciam aos respectivos senhores territoriais  ou a vassalos, a quem o dever e o direito de cobrar o pedágio foram delegados por esses senhores.